# La mercante di Brera
La mercante di Brera è un programma televisivo italiano andato in onda sul Nove dal 19 dicembre 2021.

## Format
Il programma è incentrato sul mondo delle arti decorative, e segue il lavoro della mercante d'arte Roberta Tagliavini accompagnata dal figlio Mattia Martinelli e dal designer di interni Tommy Demartis, durante l'acquisto, la vendita e il restauro di pezzi d'arte e di design del XX secolo da collocare all'interno delle proprie gallerie situate nello storico quartiere di Brera a Milano.
Per la presenza della Tagliavini la serie è da considerarsi una sorta di spin-off del preserale sul mondo della compravendita, Cash or Trash - Chi offre di più? condotto da Paolo Conticini e in onda sempre sulla stessa rete. 

## Edizioni
| Edizione | Collocazione   | Prima puntata    | Ultima puntata  | Puntate | Rete |
| -------- | -------------- | ---------------- | --------------- | ------- | ---- |
| 1        | Seconda serata | 19 dicembre 2021 | 16 gennaio 2022 | 8       | NOVE |